# Селски туризъм
Селският туризъм (наричан още „аграрен туризъм“ или „агротуризъм“) е пътуване, с цел развлечение и отдих, в селска среда. Търсенето на този вид туризъм е характерно за високоурбанизираните общества. Селският туризъм предоставя на клиентите си възможността, да се докоснат до селския бит и природата, в нейния първичен вид, и да открият непознати занаяти, атракции, гастрономия, нови форми на култура.